# Siuran (Huancapón)
Siuran es una localidad peruana ubicada en el distrito de Huancapón, perteneciente a la provincia de Cajatambo del departamento de Lima, al centro oeste del Perú. 

## Ubicación
Siuran se ubica al sur de la provincia de Cajatambo, en el distrito de Huancapón, en el departamento de Lima.

## Demografía
En 2017 Siuran tenía una población de 3 habitantes y 3 viviendas.
| Gráfica de evolución demográfica de Siuran entre 1993 y 2017 |
|                                                              |
| Fuentes: Población 1993 y 2017                               |